# Patissa haplosticha
Patissa haplosticha là một loài bướm đêm trong họ Crambidae.